# Вардарская Македония во Второй мировой войне
Вардарская Македония (макед. Вардарска Македонија), также Македония или югославская Македония, к началу Второй мировой войны не имела собственной государственности и входила в состав Королевства Югославия в качестве части её Вардарской бановины. В 1941 году в результате оккупации и раздела Югославии державами «оси» преобладающую часть Вардарской Македонии фактически аннексировала Болгария, хотя по требованию Германии македонская территория формально числилась переданной под болгарское управление до окончательного определения её статуса после завершения войны. Италия присоединила западные районы Вардарской Македонии к оккупированной ею Албании. Болгарская и итальянская оккупация македонских территорий проводились под лозунгом «освобождения от сербского господства» и «соединения с родиной» и сопровождалась албанизацией и болгаризацией населения, а также запретительными и экспроприационными мерами в отношении инонационального населения, как правило, сербов. В результате часть сербского населения бежала в Сербию. В течение 1941 и 1942 годов усилия КПЮ по организации Сопротивления на оккупированных землях Вардарской Македонии не получали отклика среди подавляющего большинства населения, а формируемые время от времени из числа коммунистических активистов единичные и малочисленные партизанские группы быстро терпели крах. В марте 1943 года была создана Коммунистическая партия Македонии и приняты организационные меры по укреплению местных партизанских формирований. После капитуляции Италии в Вардарской Македонии, особенно её западной части, в 1943 году произошёл заметный рост партизанского движения. В обстановке стремительно нараставшего краха Германии и её сателлитов Народно-освободительная война в Вардарской Македонии обрела к концу лета — началу осени 1944 года массовый общенародный характер. Среди населения росла восприимчивость к лозунгам компартии о македонском национальном освобождении и македонской государственности. Важным событием в реализации этой политической линии явилось образование 2 августа Антифашистского собрания народного освобождения Македонии (АСНОМ), провозгласившего Македонию «федеральным государством в новой, демократической федеративной Югославии». В том же месяце партизаны разбили части четников у села Драгоманце (около Куманово), что привело к полному распаду македонской четнической организации. После вступления войск Красной Армии в Югославию в конце сентября 1944 года началось освобождение страны в результате совместных действий Народно-освободительной армии Македонии, частей советской и Болгарской народной армии. Изгнание оккупантов и их союзников из Вардарской Македонии было окончательно завершено 19 ноября 1944 года. Третья сессия АСНОМ, состоявшаяся 16 апреля 1945 года, сформировала первое македонское правительство во главе с Лазаром Колишевским.

### Комментарии
1. ↑  В документах КПЮ военного периода и возглавлявшегося ею народно-освободительного движения Македонией обычно именовалась Вардарская Македония как часть Югославии[1].
2. ↑  Термином «партизаны» в контексте войны в Югославии в 1941—1945 годах обозначаются члены нерегулярных воинских формирований и участники вооружённого движения Сопротивления, руководимого КПЮ — НОАЮ[3]. Другая вооружённая сила движения Сопротивления в Югославии — Равногорское движение четников под руководством Драголюба Михайловича — с 15 ноября 1941 года называлась Югославской армией на родине (сербохорв. Jugoslovenska vojska u otadžbini, сокр. ЮВуО). Однако в народе их по-прежнему называли четниками. Этот термин принят и в историографии[4].